# Kulin Kłodzki
Kulin Kłodzki (deutsch: Keilendorf; ältere Bezeichnung auch Keulendorf; tschechisch Hrdloňov, auch Palice) ist ein Ort in der Landgemeinde Lewin Kłodzki im Powiat Kłodzki der Woiwodschaft Niederschlesien in Polen. Es liegt fünf Kilometer westlich von Duszniki-Zdrój (Bad Reinerz).

## Geographie
Kulin Kłodzki liegt im Westen des Glatzer Kessels in den Ausläufern des Heuscheuergebirges. Es wird über eine parallel zur Europastraße 67 verlaufende Nebenstraße erreicht, die bei Jeleniów (Gellenau) abzweigt. Südöstlich liegt der Ratschenberg (polnisch Grodczyn), durch den der 577 m lange Ratschenbergtunnel der Bahnstrecke Kłodzko–Kudowa Zdrój führt, die in Kulin Kłodzki einen Haltepunkt hat. Der Tunnel wurde in den Jahren 1903 und 1904 gebohrt.
Nachbarorte sind Łężyce (Friedersdorf) im Nordosten, Złotno (Goldbach) im Osten, Słoszów (Roms) und Zielone Ludowe (Hummelwitz) im Südosten, Witów (Nerbotin; 1937–1945: Markrode) und Lewin Kłodzki im Südwesten, Dańczów (Tanz) und Gołaczów (Hallatsch) im Nordwesten und das nicht mehr existierende Żyznów (Tschischney) im Norden.

## Geschichte
Keilendorf gehörte zur Herrschaft Hummel im altböhmischen Königgrätzer Kreis und wurde erstmals 1477 mit einem Vorwerk urkundlich erwähnt. Damals gliederte Herzog Heinrich d. Ä. die Herrschaft Hummel, die ihm seit 1472 gehörte, in die Grafschaft Glatz ein. Es gehörte von Anfang an zur Pfarrei St. Peter und Paul in Reinerz. Für das Jahr 1560 ist der Ortsname Keulendorf überliefert. 1561 gelangte es mit mehreren Dörfern der Herrschaft Hummel an den böhmischen Landesherrn, bei dem es auch nach Auflösung der Herrschaft 1595 verblieb. 1684 verkaufte die Böhmischen Kammer Keilendorf dem Besitzer der Herrschaft Rückers, Johann Isaias von Hartig.
Nach dem Ersten Schlesischen Krieg 1742 und endgültig nach dem Hubertusburger Frieden 1763 kam Keilendorf zusammen mit der Grafschaft Glatz an Preußen. Für Anfang des 19. Jahrhunderts sind eine Erbschölzerei sowie 22 Gärtner- und Häuslerstellen nachgewiesen. Nach der Neugliederung Preußens gehörte Keilendorf ab 1815 zur Provinz Schlesien und war 1816–1945 dem Landkreis Glatz eingegliedert. Seit 1874 gehörte die Landgemeinde Keulendorf zum Amtsbezirk Hallatsch. 1939 wurden 105 Einwohner gezählt.
Als Folge des Zweiten Weltkriegs fiel Keilendorf 1945 wie fast ganz Schlesien an Polen und zunächst in Kulińsk und 1947 in Kulin Kłodzki umbenannt. Die deutsche Bevölkerung wurde vertrieben. Die neu angesiedelten Bewohner waren teilweise Zwangsumgesiedelte aus Ostpolen, das an die Sowjetunion gefallen war. Die Zahl der Einwohner ging deutlich zurück, wodurch zahlreiche Häuser dem Verfall preisgegeben wurden. 1975–1998 gehörte Kulin Kłodzki zur Woiwodschaft Wałbrzych (Waldenburg).